# Nyitvatermők
A nyitvatermők a virágos növények vagy magvas növények (Spermatophyta) egyik nagy csoportja. A nyitvatermőket a legutóbbi időkig egységes törzsnek tartották (Gymnospermatophyta vagy Gymnospermae), a legújabb genetikai alapú osztályozások azonban nem használják többé rendszertani kategóriaként, mivel a kihalt fajokat is figyelembe véve parafiletikus lenne. A nyitvatermőket jelenleg négy monofiletikus törzsbe sorolja. A nyitvatermők mintegy 300 millió évvel ezelőtt terjedtek el a Földön. Az osztályozás komoly problémája, hogy a „virágos növény” fogalom nem kellőképp tisztázott. Az angolszász botanikai irodalom a zárvatermőket tekinti virágos növénynek, nyitvatermőket nem. Ebben a felosztásban a magvaspáfrányok (Pteridospermatophyta) a nyitvatermőkével egyenrangú önálló főtörzs. Mi az alábbiakban a Magyarországon uralkodó felosztást követjük.
A törzs nevét onnan kapta, hogy a két magkezdemény szabadon fejlődik a termőlevelek tövében (termő, zárt magház, termés nincs).
Egyesek nyitvatermők alatt csak a mai nyitvatermőket és összes, a zárvatermőkkel nem közös ősüket értik. Ennek a tágabban értelmezett nyitvatermőktől való megkülönböztetéséhez használják az Acrogymnospermae nevet is.

## Származásuk, elterjedésük
Őseik voltak a Föld első fás szárú virágos, magvas növényei. Mintegy 350 millió évvel ezelőtt, a késő devonban alakultak ki; első képviselőik a nagyjából 100 millió éve kihalt magvaspáfrányok (Pteridospermae) voltak — ezek alakítottak ki először olyan megtermékenyítő mechanizmust, amelyhez nem volt szükség vízre (a szél porozta be őket). Jól szabályozzák vízháztartásukat, amiért jól bírják a vízhiányt — ún. állandó vízállapotú növények. Ez és a hosszú idő lehetővé tette, hogy egészen szélsőséges életfeltételekhez is alkalmazkodni tudjanak — mediterrán éghajlaton és magashegységekben egyaránt a növénytársulások domináns fajai. A Föld legnagyobb területű biomjának, a tajgának valamennyi karakterfaja nyitvatermő (fenyőféle).

## Megjelenésük, felépítésük
Sok sziklevelű (sokszikű) növények. A sziklevelek száma, alakja és mérete fontos határozó bélyeg.

### Vegetatív szerveik
Egytől egyig fás szárú növények szabályos másodlagos vastagodással, fejlett törzsszöveti szerkezettel. Fájukban a xilém még tracheidákat tartalmaz, csak a fejlettebb típusokban jelenik meg a trachea. A tracheidasejtek falvastagodása vermes és udvaros gödörkés. A floém rostasejt, háncsalapszövet és kevesebb rostacső, ez utóbbiak viszont kísérősejt nélkül állnak. Jellemzőek a különféle nyálka- és gyantajáratok a törzstestben.
Leveleik nagyobbrészt örökzöldek (lombhullató például a Ginkgophyta törzs vagy a Larix fajok). A levelek ritkán (Ginkgophyta, Gnetophyta) széles lemezűek, szinte mindig
- tű vagy
- pikkely

alakúak. A két forma közül a tűlevél az ősi, a pikkelylevél az újabban kifejlődött típus. Jól jelzi ezt, hogy a pikkelylevelű fajok magoncain a sziklevelek után először szinte mindig tűlevelek nőnek, és később váltják fel ezeket a pikkelylevelek — a fiatalkori tűleveles (úgynevezett retinospórás) állapot egyes esetekben évekig megmaradhat. (Több faj ilyen, neoténiás állapotban kialakult szín- és formai sajátosságait dugványozással kertészeti változatokká fejlesztették. Ezek közös jellemzője, hogy az alapfajnál jobban gyökeresednek.) A tű- és pikkelylevelekre is jellemző, hogy a lombleveleknél sokkal kevesebb vizet párologtatnak.
Van néhány olyan faj, amelyeken tű- és pikkelylevelek egyaránt nőnek. Ezek tűlevelei többnyire egészen kicsik.
A levél belsejében egynyalábos kollateriális nyílt edények és fejlett, erős szklerenchima kötegek vannak.

#### A tűlevél
Amint ezt nevük jól jelzi, a tűlevelek vékonyak és hosszúak, de a hegyük nem mindig szúrós. A hajtásokon egyesével vagy csoportosan, spirálisan helyezkednek el; a köznapi osztályozásban ennek megfelelően megkülönböztetjük az egytűs, kéttűs és soktűs fenyők alakköreit. Többnyire a hajtás két oldalán, fésűszerűen rendeződnek el a jegenyefenyők (Abies) és lucfenyők (Picea) levelei. A tűnyalábos fenyők (Pinus) tűlevelei a hosszúhajtásokból kiágazó törpehajtásokon egyesével–ötösével, a fajra jellemző számban nőnek ki. A vörösfenyők (Larix) és cédrusok (Cedrus) tűlevelei a hosszúhajtásokon egyesével állnak, a törpehajtásokon viszont 20–30-as csoportokban.
Átmérőjük legfeljebb néhány milliméter, egyes fajok leveleinek hossza viszont akár a 30 centimétert is elérheti. A tagolatlan levélben csak egy-két ér fut; a széle ép vagy enyhén fogazott. A levél keresztmetszete nemzetségenként, illetve fajonként többé-kevésbé eltérő.

#### A pikkelylevél
A pikkelylevél a ciprusfélék (Cupressaceae) családjára jellemző. Többnyire kicsi, a fajra jellemző alakú, és általában többé-kevésbé rásimul a hajtásra. Fonákán gyakran ezüstös rajzolat látható.

### Szaporítószerveik
Elnevezésük arra a tulajdonságukra utal, hogy magkezdeményeik szabadon helyezkednek el a termőleveleken, tehát ezek nem alakulnak magházzá, mint a zárvatermőknél.
Virágtakarójuk tulajdonképpen nincs, a virágaik általában (kivéve a kihalt Bennettitaleseket és ma élő néhány Ephedralest) egyivarúak. Lehetnek egy- vagy kétlakiak; előbbi jóval gyakoribb.
A virágok felépítése nagyon egyszerű; takarólevelek például egyáltalán nincsenek.
A porzós virágzat általában barkaszerű. Főleg az ágak csúcsán jelenik meg. A porzók kicsik, pikkelyszerűek. A nyeles vagy ülő pollenzsákok a porzólevélen fejlődnek ki. Ezekből eleinte (Cycadophyta) sok volt, számuk idővel 4-re korlátozódott. A légzsákos pollenszemek redukciós osztódással jönnek létre (homológia – mikrospóra). Ezeket többnyire a szél terjeszti, ritkán rovarok (mint valószínűleg a kihalt Bennettitalisekét és egyes Ephedrales fajokét). A szabadon álló termőlevélen elhelyezkedő magkezdeményben redukciós osztódással négy sejt keletkezik, de közülük csak egy marad meg: ez az úgynevezett embriózsáksejt (homológia – makrospóra). A pollenben, illetve a nucellusz makrospórájában kifejlődő hím gametofiton nemzedék (haploid) erősen redukált, nincs valódi mikro-, illetve makroprotallium. A pollenszemcse magvának osztódásával még a beporzás előtt létrejön az úgynevezett vegetatív sejt és a protalliumsejt. Utóbbi néhány sejtes protalliumot fejleszt, de közülük csak egy anteridiális sejt marad meg.
A termős virágok termőlevelei lemezesek; füzéreik tobozvirágzattá állnak össze.
A magkezdeményre került pollen vegetatív sejtje tömlőt hajt, és az anteridiális sejt ebben osztódik. Az itt keletkezett egyik leánysejt elpusztul, míg a másik a spermatogén sejt további osztódása révén jön létre a megtermékenyítést végző két spermatozoid gaméta, amely lehet csillós (ősibb csoportok: Cycadophyta, Ginkgopsida) vagy egyszerű. A női gametofiton kevésbé redukált. Az embriózsákban alakul ki soksejtképzéssel, többszörös osztódás után, soksejtű előtelep formájában. Az embriózsákban először ekvációs osztódással több ezer mag jön létre, majd miután ez abbamarad, az összes sejtfal egyszerre alakul ki. Ezen a mikropile felől több archegónium alakul. Egy archegónium három részből áll: nagy petesejt, nyaki falsejtek és néha hasi csatornasejtek. A megtermékenyítés után több embrió is fejlődésnek indulhat, de csak egy marad meg. A fejlődő embriót a soksejtű makroprotallium táplálja (elsődleges magfehérje – primer endospermium), ezt övezi a nucellusz, amely (homológ) makrosporangium.
A proembriót csírafüggesztő része a nucelluszba nyomja. A magban az embrió gyököcskéje a mikropile irányába fejlődik, míg a ellentétes oldalán kialakulnak a sziklevélkezdemények, köztük a rügyecskével. A sziklevelek száma 3 és 12 közötti.
Az érett magvak terjedését gyakran szárnyas repítőszerkezet segíti, így a toboz felnyílása után eltávolodhatnak az anyanövénytől.

## Rendszertani helyzetük

### Filogenetikus osztályozásuk
A nyitvatermőket újabban az alábbiak szerint osztályozzák:
- Törzs: Toboztermők (Pinophyta)
  - Osztály: Pinopsida
    - Rend: Cordaitales †
    - Rend: Pinales
    - Rend: Vojnovskyales †
    - Rend: Voltziales †
- Törzs: Páfrányfenyők (Ginkgophyta)
  - Osztály: Ginkgoopsida
    - Rend: Ginkgoales
- Törzs: Cikászok (Cycadophyta)
  - Osztály: Cycadopsida
    - Rend: Cycadales
- Törzs: Leplesmagvúak (Gnetophyta)
  - Osztály: Gnetopsida
    - Rend: Gnetales
    - Rend: Welwitschiales
    - Rend: Ephedrales

### Hagyományos osztályozásuk
A régebbi rendszertanok a nyitvatermőket egységes törzsnek tartották:
- Törzs: Nyitvatermők
  - Altörzs: Szárnyaslevelű nyitvatermők
    - Osztály: Magvaspáfrányok
    - Osztály: Cikászok

  - Altörzs: Tobozvirágzatú nyitvatermők
    - Osztály: Nyitvatermő ősfák
    - Osztály: Páfrányfenyők
    - Osztály: Fenyők
    - Osztály: Tiszafák

  - Altörzs: Leplesmagvú nyitvatermők
    - Osztály: Gnétumok
    - Osztály: Welwitschia
    - Osztály: Csikófarkok

Egy újabb, de kevésbé elterjedt rendszerezés a magvas növényeket tekinti törzsnek és a nyitvatermőket ennek altörzseként kezeli:
- Törzs: Magvas növények
  - Altörzs: Nyitvatermők
    - Osztály: Szárnyaslevelű nyitvatermők
      - Alosztály: Magvaspáfrányok
      - Alosztály: Cikászok
      - Alosztály: Leplesmagvúak

    - Osztály: Tobozvirágzatú nyitvatermők
      - Alosztály: Páfrányfenyők
      - Alosztály: Fenyők

## Nyitvatermők a földtörténetben
- Kora devon: Első előnyitvatermők kialakulása és fejlődése
- Késő devon: Magvaspáfrányok kialakulása és gyors fejlődése, az első Cordaitesek
- Kora karbon: Magvaspáfrányok, nyitvatermő ősfák elterjedése
- Késő karbon: Őscikászok, ősginkgók megjelenése, első ősfenyőfák
- Kora perm: Cikászok kialakulása, ginkgók fejlődése
- Késő perm: Nyitvatermő ősfák kihalása, magvaspáfrányok hanyatlása, nyitvatermők térhódítása az egész Földön
- Kora triász: Cikászok térhódítása, ősi Bennettitesek, ősi tiszafák (Paleotaxus nem) megjelenése
- Késő triász: A Bennettites rendek kialakulása, ősfenyők robbanásszerű továbbfejlődése
- Jura: Hatalmas mocsárciprus erdők, jegenyék, Larixok és Pinusok első alakjai. Bennettitesek a meghatározó fajok. Páfrányfenyők virágkora
- Kora kréta: Fenyőtársulások térhódítása. Bennettitesek, magvaspáfrányok, ősfenyők, páfrányfenyők, egyes cikásznemek kihalása
- Késő kréta: Fenyővegetáció visszaszorulása. Első csikófark- és Wellwitschiapollen-leletek.

Gnetopsida levéllenyomatok
- Harmadidőszak: Fenyők továbbra is jelentősek, a cikászok a trópusokra szorulnak.
- Negyedidőszak: A fenyők tajgatársulások uralkodó növényei. A cikászok a trópusokon még jelentősek. A Wellwitschiák sikeres sivatagi növények. A Gnetopsida jelentéktelen trópusi csoport. Egyetlen Ginkgo faj: Ginkgo biloba. A csikófarkok 40 faja szubmediterrán területeken jelentős.